# Back to Jerusalem
Back to Jerusalem, "Retour à Jérusalem" (en Chinois: 传回耶路撒冷运动) est une organisation missionnaire chrétienne évangélique qui a pour but l'évangélisation des pays bouddhistes, hindous, et musulmans du monde entier.

## Histoire
Back to Jerusalem a été fondée pendant les années 1920, toutefois la persécution communiste l'a forcé à se cacher pendant des décennies. Elle vise à évangéliser 51 pays en envoyant au minimum 100 000 missionnaires le long de la route de la soie, un itinéraire commercial antique entre la Chine et à la Mer Méditerranée[réf. nécessaire].